# Lazarus Immanuel Fuchs
Lazarus Immanuel Fuchs (Mosina, Nagy-lengyelországi vajdaság, 1833. május 5. – Berlin, 1902. április 28.) német matematikus, aki a függvényelmélet, differenciálgeometria és variációszámítás területén tevékenykedett. Elsősorban algebrai és függvényelméleti kérdésekkel, illetve az n-edrendű homogén lineáris differenciálegyenletekkel foglalkozott. Schlesinger Lajos apósa.

## Élete
1854-ig Berlinben tanult, 1858-ban doktorált. Disszertációjának címe: De Superficierum lineis curvaturae. Témavezetője Karl Weierstrass és Ernst Eduard Kummer voltak. 1859-ben letette a felső tagozatos tanári vizsgát, majd 1860-tól segédtanárként, 1864 és 1867 között tanárként dolgozott Berlinben.
1865 augusztusában habilitált és 1866 decemberében rendkívüli tanárrá nevezték ki Berlinben. 1867-től a berlini tüzérségi akadémián tanított, majd 1869 februárjában Greiswaldban kapott rendes tanári katedrát. 1869 márciusában a greifswaldi mezőgazdasági akadémia docense lett, majd 1874-től Göttingenben professzor.
1875 januárjában Leo Koenigsberger utódjaként a matematika-fizikai szeminárium társigazgatója lett, 1884-től Berlinben egyetemi tanár.

## Művei
- Über Funktionen zweier Variabeln, welche durch Umkehrung der Integrale zweier gegebener Funktionen entstehen, Göttingen 1881.
- Zur Theorie der linearen Differentialgleichungen, Berlin 1901.
- Gesammelte Werke, Hrsg. von Richard Fuchs und Ludwig Schlesinger. 3 Bde. Berlin 1904-1909.

### A német cikk forrása
- Jeremy Gray Fuchs and the theory of differential equations, Bulletin AMS, Bd.10, 1984, S.1

### Ajánlott irodalom
- Nikolai Stuloff: Fuchs, Lazarus. In: Neue Deutsche Biographie (NDB). Band 5. Duncker & Humblot, Berlin 1961, S. 675